# Hypulia dirempta
Hypulia dirempta là một loài bướm đêm trong họ Geometridae.